# Portmanteau-Theorem
Das Portmanteau-Theorem, auch Portmanteau-Satz genannt (alternative Schreibweise auch Portemanteau-Theorem bzw. Portemanteau-Satz) ist ein Satz aus den mathematischen Teilgebieten der Stochastik und der Maßtheorie. Es listet äquivalente Bedingungen für die schwache Konvergenz von Maßen und ihrem Spezialfall, der Konvergenz in Verteilung von Zufallsvariablen, auf. Ein ganzes Bündel von Aussagen wird durch diesen Satz „auf einen Kleiderbügel (portemanteau) gehängt“. Diese Bedingungen sind in manchen Situationen einfacher nachzurechnen als die Definition der schwachen Konvergenz.
Der Satz geht zurück auf eine Arbeit von Pawel Sergejewitsch Alexandrow aus dem Jahr 1940, wird aber in unterschiedlichsten Varianten unterschiedlicher Notation und Allgemeinheit formuliert und teils noch um eigenständige mathematische Sätze ergänzt.

## Formulierungen
Das Portmanteau-Theorem besteht im Wesentlichen aus drei verschiedenen Typen von Aussagen:
1. Das Verhalten der Folgen von (Wahrscheinlichkeits)maßen auf bestimmten Mengen
2. Das Verhalten bei Erwartungswertbildung/Integration gewisser Funktionenklassen
3. Selbstständige mathematische Sätze, die in die Aufzählung mit eingereiht werden.

Diese werden je nach Autor
- für endliche Maße, Wahrscheinlichkeitsmaße, Sub-Wahrscheinlichkeitsmaße oder als Verteilungen von Zufallsvariablen
- auf unterschiedlichen Grundmengen wie {\displaystyle \mathbb {R} }, dem {\displaystyle \mathbb {R} ^{n}}, polnischen Räume oder metrischen Räumen
- in der dem Themengebiet entsprechenden Notation (Erwartungswert vs Integral, {\displaystyle P} vs. {\displaystyle \mu })

formuliert.
Dementsprechend sind viele unterschiedliche Formulierungen in der Literatur zu finden. Dieser Artikel enthält einerseits eine Formulierung für die Konvergenz in Verteilung reellwertiger Zufallsvariablen, welche die für die Stochastik wichtigsten Aussagen enthält. Die zweite Formulierung ist eine allgemeine, maßtheoretische. Sie kann durch entsprechende Einschränkungen auf Spezialfälle angepasst werden.

## Abkürzungen und Vorbemerkungen
Wichtig für die Formulierung des Theorems sind die sogenannten {\displaystyle \mu }-randlosen Mengen, auch {\displaystyle \mu }-Stetigkeitsmengen genannt. Ist {\displaystyle \mu } ein Borelmaß auf einem Hausdorff-Raum und der Borelschen σ-Algebra {\displaystyle {\mathcal {B}}}, so heißt eine Menge {\displaystyle B} eine {\displaystyle \mu }-randlose Menge, wenn ihr Rand eine {\displaystyle \mu }-Nullmenge ist. Es gilt dann also
{\displaystyle \mu (\partial B)=\mu ({\overline {B}}\setminus B^{\circ })=0},
wobei {\displaystyle {\overline {B}}} den Abschluss und {\displaystyle B^{\circ }} das Innere der Menge {\displaystyle B} bezeichnet.
Des Weiteren sei
- {\displaystyle C_{b}^{g}(E)} der Raum der gleichmäßig stetigen beschränkten Funktionen auf {\displaystyle E}
- {\displaystyle B(E)} der Raum der beschränkten Funktionen auf {\displaystyle E}
- {\displaystyle \operatorname {Lip} (E)} der Raum der Lipschitz-stetigen Funktionen auf {\displaystyle E}
- {\displaystyle U_{f}} die Menge aller Unstetigkeitsstellen der Funktion {\displaystyle f}

## Formulierung für Verteilungskonvergenz reeller Zufallsvariablen
Seien {\displaystyle X,X_{1},X_{2},\dotsc } reellwertige Zufallsvariablen. Dann sind äquivalent:
1. Die {\displaystyle X_{n}} konvergieren in Verteilung gegen {\displaystyle X}
2. Die Verteilungsfunktionen {\displaystyle F_{X_{n}}} konvergieren an jeder Stetigkeitsstelle von {\displaystyle F_{X}} punktweise gegen {\displaystyle F_{X}} (Satz von Helly-Bray).
3. Die charakteristischen Funktionen {\displaystyle \varphi _{X_{n}}} konvergieren punktweise gegen {\displaystyle \varphi _{X}} (Stetigkeitssatz von Lévy)
4. Es gilt für alle {\displaystyle f\in C_{b}^{g}(\mathbb {R} )}:
{\displaystyle \lim _{n\to \infty }\operatorname {E} (f\circ X_{n})=\operatorname {E} (f\circ X)}.
5. Es ist {\displaystyle \lim _{n\to \infty }\mathbb {P} (X_{n}\in C)=\mathbb {P} (X\in C)} für alle {\displaystyle P_{X}}-randlosen Mengen.
6. Für alle offenen Mengen {\displaystyle G} gilt
{\displaystyle \liminf _{n\to \infty }\mathbb {P} (X_{n}\in G)\geq \mathbb {P} (X\in G)}.
7. Für alle abgeschlossenen Mengen {\displaystyle A} gilt
{\displaystyle \limsup _{n\to \infty }\mathbb {P} (X_{n}\in A)\leq \mathbb {P} (X\in A)}.

## Maßtheoretische Formulierung
Gegeben sei ein metrischer Raum {\displaystyle (E,d)} sowie die dazugehörige Borelsche σ-Algebra {\displaystyle {\mathcal {B}}}. Für endliche Maße {\displaystyle \mu ,\mu _{n}} auf dem Messraum {\displaystyle (E,{\mathcal {B}})} sind die folgenden Aussagen äquivalent:
- Die {\displaystyle \mu _{n}} konvergieren schwach gegen {\displaystyle \mu }
- Für alle {\displaystyle f\in C_{b}^{g}(E)} gilt
{\displaystyle \lim _{n\to \infty }\int _{E}f\mathrm {d} \mu _{n}=\int _{E}f\mathrm {d} \mu }
- Für alle {\displaystyle f\in B(E)\cap \operatorname {Lip} (E)} gilt
{\displaystyle \lim _{n\to \infty }\int _{E}f\mathrm {d} \mu _{n}=\int _{E}f\mathrm {d} \mu }
- Für alle messbaren{\displaystyle f\in B(E)} mit {\displaystyle \mu (U_{f})=0} gilt
{\displaystyle \lim _{n\to \infty }\int _{E}f\mathrm {d} \mu _{n}=\int _{E}f\mathrm {d} \mu }
- Für jede {\displaystyle \mu }-randlose Menge {\displaystyle R\in {\mathcal {B}}} gilt
{\displaystyle \lim _{n\to \infty }\mu _{n}(R)=\mu (R)}
- Es ist {\displaystyle \lim _{n\to \infty }\mu _{n}(E)=\mu (E)} und für jede offene Menge {\displaystyle U} ist
{\displaystyle \liminf _{n\to \infty }\mu _{n}(U)\geq \mu (U)}.
- Es ist {\displaystyle \lim _{n\to \infty }\mu _{n}(E)=\mu (E)} und für jede abgeschlossene Menge {\displaystyle A} ist
{\displaystyle \limsup _{n\to \infty }\mu _{n}(A)\leq \mu (A)}.

Ist {\displaystyle (E,d)} zusätzlich lokalkompakt und polnisch, so lässt sich die Liste um die folgenden beiden Aussagen erweitern:
- Die {\displaystyle \mu _{n}} konvergieren vage gegen {\displaystyle \mu } und {\displaystyle \lim _{n\to \infty }\mu _{n}(E)=\mu (E)}
- Die {\displaystyle \mu _{n}} konvergieren vage gegen {\displaystyle \mu } und {\displaystyle \limsup _{n\to \infty }\mu _{n}(E)\leq \mu (E)}

Für endliche Maße auf {\displaystyle \mathbb {R} } gilt außerdem zusätzlich:
- Eine Folge von endlichen Maßen auf {\displaystyle \mathbb {R} } konvergiert genau dann schwach gegen ein Maß {\displaystyle \mu }, wenn eine reelle Folge {\displaystyle (c_{n})_{n\in \mathbb {N} }} existiert, so dass die Folge von Verteilungsfunktionen (im Sinne der Maßtheorie) {\displaystyle (F_{n}-c_{n})_{n\in \mathbb {N} }} schwach gegen die Verteilungsfunktion von {\displaystyle \mu } konvergiert (Satz von Helly-Bray).

## Weitere Formulierungen
Es existieren noch weitere äquivalente Formulierungen für die schwache Konvergenz. Teils finden sich noch weitere trennende Familien (differenzierbare Funktionen, Einschränkung der Eigenschaften durch Gültigkeit mit Ausnahme einer Nullmenge etc.). Nicht alle sind hier mit aufgezählt.
Des Weiteren existieren noch äquivalente Formulierungen der schwachen Konvergenz, die meist nicht in das Theorem mit aufgenommen werden. Dazu zählt beispielsweise die Metrisierung der entsprechenden Topologie mittels der Prochorow-Metrik oder Straffheitskriterien für die Folge von Wahrscheinlichkeitsmaßen.